# Сражение при Итапиру
Сражение при Итапиру (порт. Batalha de Itapirú) произошло 17 апреля 1866 года у крепости Итапиру во время Парагвайской войны. Сражение положил начало вторжению союзников в Парагвай.

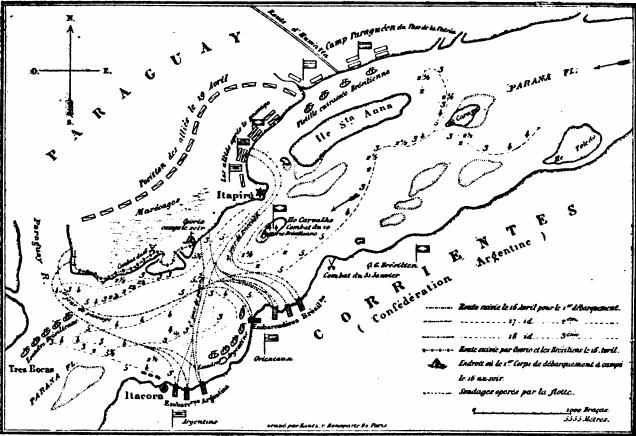
Карта с указанием позиции флота союзников и марша колонны генерала Осорио (операции 16, 17 и 18 апреля 1866 г.).

В начале апреля бразильские войска овладели небольшим островом перед Итапиру, откуда они могли обстреливать крепость. Менее дальнобойные парагвайские орудия не могли ответить и при этом поражались пушками бразильской артиллерии. По этой причине 10 апреля парагвайская дивизия, переброшенная на каноэ, попыталась завладеть островом, но была отбита.
16 апреля форт Итапиру подвергся сильному обстрелу бразильского флота, после чего отряд союзных войск (10 000 человек) переправился через реку Парана и высадился менее чем в 1000 метрах от ее слияния с рекой Парагвай. На следующий день произошло сражение с парагвайским отрядом (4 000 человек) подполковника Бенитеса, в результате чего тот отступил в Итапиру. В результате с парагвайской стороны погибло около 500 человек, с бразильской - 337 человек.
Столкнувшись с концентрацией союзных войск, которые начали вторжение на территорию Парагвая, Франсиско Солано Лопес приказал оставить укрепление, позволив противнику занять его 18 апреля.